# ヴィクター・メトカーフ

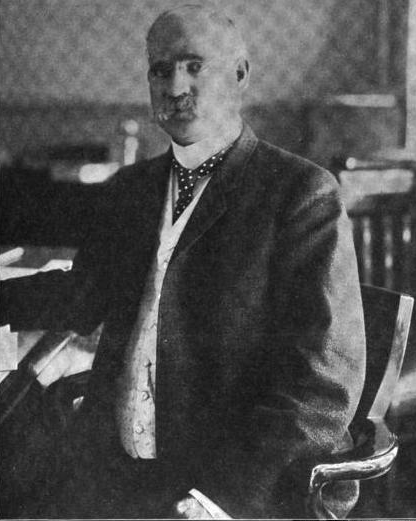
ヴィクター・メトカーフ

ヴィクター・ハワード・メトカーフ（Victor Howard Metcalf, 1853年10月10日 - 1936年2月20日）は、アメリカ合衆国の政治家。セオドア・ルーズベルト大統領の下で1904年から1906年まで第2代アメリカ合衆国商務労働長官を、1906年から1908年まで第38代アメリカ合衆国海軍長官を務めた。

## 生い立ちと家族
1853年、メトカーフはニューヨーク州ユーティカにおいて、ウィリアム・メトカーフ (William Metcalf) とサラ・ハワード (Sarah Howard) の間に生まれた。メトカーフはユーティカ市内の公立学校で学んだ。1871年、メトカーフはユーティカ市内のユーティカ・フリー・アカデミーを卒業し、翌1872年にコネチカット州ニューヘイヴンのラッセル・ミリタリー・インスティチュートを卒業した。
1872年、メトカーフはイェール大学の法学部に入学した。1875年、メトカーフは大学3年生にしてイェール大学法学大学院への進学を認められ、学部課程を中退した。翌1876年、メトカーフは大学院を卒業し、法学の学位を取得した。また同年、コネチカット州から弁護士として認可を受けた。
1877年、メトカーフはハミルトン・カレッジに入学し、法律の勉強を継続した。メトカーフは同年にニューヨーク州でも弁護士としての認可を受けた。
1881年、メトカーフはエミリー・コリン・ニコルソン (Emily Corinne Nicholson) と結婚した。メトカーフ夫妻は2人の子供をもうけた。

## 初期の政治活動
メトカーフは1877年にユーティカで弁護士業を開業した。1879年、メトカーフはカリフォルニア州オークランドへ移住し、弁護士業を継続した。メトカーフは主に不動産業や商業に関する案件を扱った。メトカーフはオークランドにおいて影響力のある法律家として有名となり、共和党に参加した。

## 合衆国下院議員
1898年、メトカーフはカリフォルニア州から合衆国下院議員として選出された。メトカーフは1899年から1904年まで3期6年、下院議員を務めた。議会においてメトカーフは海軍委員会と歳入委員会に所属した。海軍委員会でメトカーフは巨大軍艦の建造を迫られる立場となった。また歳入委員会では、メトカーフは荒野の開拓を目的とした法案を起草した。メトカーフはセオドア・ルーズベルト大統領と、委員会運営に関する連絡をしばしば取り合った。

## 商務労働長官
1904年7月、メトカーフはルーズベルト大統領から商務労働長官に指名された。これは前任のジョージ・コーテルユーの辞任に伴うものであった。メトカーフは1906年12月まで商務労働長官を務めた。

## 海軍長官
1906年12月、メトカーフはルーズベルト大統領から海軍長官に指名され、商務労働長官を辞任した。これは前任の海軍長官チャールズ・ジョセフ・ボナパルトが司法長官に転任したことに伴うものであった。メトカーフは海軍長官として、白い大艦隊の世界一周航海プロジェクト立ち上げに関与した。白い大艦隊は1907年12月にバージニア州ハンプトン・ローズを出港した。1908年11月、メトカーフは健康的理由により海軍長官を辞任した。

## 晩年
海軍長官退任後、メトカーフはカリフォルニア州オークランドへ戻り、弁護士業を再開した。またメトカーフは銀行業にも関与した。1936年、メトカーフはオークランドで死去した。メトカーフの遺体は同市内のマウンテン・ヴュー墓地に埋葬された。